# Prexlhof
Die Einöde Prexlhof ist ein Ortsteil des im niederbayerischen Landkreis Kelheim gelegenen Marktes Painten.

## Geografie
Die Einöde befindet sich etwa zwei Kilometer westlich des Ortszentrums von Painten und liegt auf einer Höhe von 533 m ü. NHN im östlichen Bereich der südlichen Frankenalb. Der Ort liegt im südöstlichen Bereich des historischen Gebietes Tangrintel, einer überwiegend bewaldeten Hochebene, die zwischen den Flussläufen der Altmühl und der Schwarzen Laber liegt.

## Geschichte
Durch die zu Beginn des 19. Jahrhunderts im Königreich Bayern durchgeführten Verwaltungsreformen wurde die Ortschaft zu einem Bestandteil der eigenständigen Landgemeinde Neulohe, zu der auch noch das Kirchdorf Maierhofen und die beiden Einöden Falterhof und Wieseneck gehörten. Der Sitz der Landgemeinde Neulohe war allerdings nicht der namensgebende Ort selbst, sondern Maierhofen. Im Zuge der in den 1970er-Jahren durchgeführten kommunalen Gebietsreform in Bayern wurde Prexlhof dann im Jahr 1972 zusammen mit der gesamten Gemeinde Neulohe nach Painten eingemeindet. Ende der 1980er Jahre zählte Prexlhof 4 Einwohner.

## Verkehr
Die Anbindung an das öffentliche Straßennetz wird durch Gemeindestraßen hergestellt, die Prexlhof mit der etwa 800 Meter Kilometer südlich des Ortes vorbeiführenden Kreisstraße KEH 16 verbinden.